# Ludomir Krawiński
Ludomir Krawiński (ur. 14 lutego 1961) – polski polityk, działacz samorządowy, prawnik.

## Życiorys
Jest absolwentem I Liceum Ogólnokształcącego im. Jana Długosza w Nowym Sączu. Ukończył prawo na Uniwersytecie Jagiellońskim w Krakowie. Od 1990 pełnił funkcję przewodniczącego rady miasta Nowego Sącza. Był wówczas najmłodszym przewodniczącym rady miasta w Polsce. Był działaczem Unii Polityki Realnej i Zjednoczenia Chrześcijańsko-Narodowego (będącego od 1997 częścią Akcji Wyborczej Solidarność). W latach 2001–2002 pełnił funkcję prezydenta miasta Nowego Sącza. Został wybrany głosami koalicji AWS-Wspólnota Sądeczan. Wygrał znaczą większością głosów (31 za i 2 przeciw przy siedmiu wstrzymujących się). Wcześniej przez trzy lata był wiceprezydentem. W 2002 nie ubiegał się o przedłużenie mandatu. W wyborach do Parlamentu Europejskiego w 2004 bez powodzenia kandydował z listy Prawa i Sprawiedliwości w okręgu małopolsko-świętokrzyskim. W 2006, 2010 i 2014 był szefem sztabu Ryszarda Nowaka, wygrywającego wybory na prezydenta Nowego Sącza. Działał w międzyczasie w stowarzyszeniu „Beskidy XXI” – lokalnym odłamie Ruchu Obywatelskiego „Polska XXI”.
Był dyrektorem sądeckiej delegatury Krajowego Biura Wyborczego. W latach 2006–2018 pełnił funkcję prezesa zarządu Sądeckiej Agencji Rozwoju Regionalnego.

## Życie prywatne
Ma żonę i dwoje dzieci.